# Zaprochilus
Zaprochilus is een geslacht van rechtvleugeligen uit de familie sabelsprinkhanen (Tettigoniidae). De wetenschappelijke naam van dit geslacht is voor het eerst geldig gepubliceerd in 1909 door Caudell.

## Soorten
Het geslacht Zaprochilus omvat de volgende soorten:
- Zaprochilus australis Brullé, 1835
- Zaprochilus jingemarra Rentz, 1993
- Zaprochilus mongabarra Rentz, 1993
- Zaprochilus ninae Rentz, 1993